# Terèsa Pambrun-Lavit
Terèsa Pambrun-Lavit   (Lorda, 17 de març de 1954) és una escriptora en occità. La seva obra més coneguda és Sho!, editada per l'Institut d'Estudis Ilerdencs el 2006 i guanyadora del premi de narració curta en occità. També ha escrit materials pedagògics com Grimpa-mandrilha, Palhassa o –en col·laboració- Allisades. Altres obres seves són Arcolin; seguit de Cèu bleu, Memòrias de peira i Passejada als quatre vents.